# 1508년

## 연호
- 명(明) 정덕(正德) 3년
- 일본(日本) 에이쇼(永正) 5년
- 후 레 왕조(後黎朝) 도안카인(端慶) 4년

## 기년
- 류큐(琉球) 쇼신왕(尚真王) 32년
- 명(明) 무종 정덕제(武宗 正德帝) 3년
- 조선(朝鮮) 중종(中宗) 3년
- 후 레 왕조(後黎朝) 위목제(威穆帝) 4년

## 사건
- 2월 - 신성로마제국의 황제 막시밀리언 1세가 베네치아를 공격했으나 실패함. 이번 공격은 교황 율리오 2세의 요청에 따른것으로, 황제 대관식을 하기 위해 이동한다는 명분으로 베네치아에 입성한후 공격을 감행했다.

- 12월 - 미켈란젤로는 교황 율리우스 2세)의 의뢰로 로마 교황청에 있는 시스티나 성당 천장에 그림을  그리기 시작한다.(5월 10일에 계약 했음)
- 12월 10일 - 캉브레 동맹 결성, 참가국은 교황령, 프랑스, 아라곤, 신성로마제국. 목표는 베네치아의 세력 약화.

## 탄생
- 11월 30일 - 베네치아 공화국의 건축가 안드레아 팔라디오. (~1580년)

### 미상
- 헨리 8세의 세 번째 부인 제인 시모어. (~1537년)